# L'alba sulla mietitura
L'alba sulla mietitura (Sunrise on the Reaping) è un romanzo scritto dall'autrice statunitense Suzanne Collins, che funge da secondo prequel della trilogia Hunger Games (2008-2010). La trama, che narra della cinquantesima edizione dei giochi dal punto di vista di Haymitch Abernathy (futuro mentore di Katniss Everdeen e Peeta Mellark), si colloca tra le due storie precedentemente trattate, rispettivamente quarant'anni dopo le vicende di Ballata dell'usignolo e del serpente e ventiquattro anni prima degli eventi della serie principale.

## Trama
Il sedicenne Haymitch Abernathy vive nella povertà del Distretto 12 con sua madre e il suo fratellino Sid, arrotondando le entrate aiutando un’anziana signora, Hattie, nel contrabbando di alcolici. Durante la mietitura per la seconda Edizione della Memoria, il tentativo di fuga dell’ultimo tributo maschio selezionato si rivela fatale, scatenando il caos. Nel tentativo di insabbiare la vicenda, i rappresentanti di Capitol City, insieme alla crudele accompagnatrice Drusilla Sickle e al giovane cameraman Plutarch Heavensbee, scelgono Haymitch come sostituto, inscenando il sorteggio una seconda volta. I suoi compagni tributi del Distretto 12 sono Wyatt Callow, rampollo di una famiglia di scommettitori senza scrupoli; Louella McCoy, vicina di casa e amica d’infanzia di Haymitch; e Maysilee Donner, ragazza altezzosa e odiata dai più per la ricchezza spesso ostentata.
Arrivati a Capitol City, i tributi iniziano la preparazione ai giochi. Durante la parata di presentazione, uno dei cavalli assegnati al 12 si imbizzarrisce, danneggiando la parata ed uccidendo accidentalmente Louella McCoy. Haymitch afferra il corpo esanime della giovane amica per mostrarlo direttamente al presidente Snow, sottraendolo ai Pacificatori accorsi. Louella viene però rimpiazzata da una ragazzina somigliante ma mentalmente instabile, per nascondere l'episodio, soprannominata Lou Lou, probabilmente proveniente dal Distretto 11. Nel mentre, Haymitch viene convocato da Plutarch nella sua sfarzosa residenza, dove trova il presidente Snow ad accoglierlo. Infastidito dalla condotta di Haymitch, questi preclude al giovane tributo qualsiasi possibilità di vittoria. Senza alcun vincitore in vita, ai tributi del Distretto 12 vengono assegnati mentori provenienti da altre parti della nazione: Wiress, dal Distretto 3 e Mags, dal Distretto 4. In seguito ad una valutazione negativa da parte degli strateghi, Haymitch ottiene un misero uno e inizia dunque a recitare la parte della "canaglia" per procurarsi degli sponsor.
Durante l'allenamento, Haymitch conosce Beetee, un vincitore del Distretto 3 costretto a fare da mentore al figlio Ampert, mietuto come punizione per attività ribelli del padre. Egli recluta Haymitch in un piano per sabotare l'arena. Grazie al supporto di Plutarch, prima dell'inizio dei giochi Haymitch riesce a scambiare una telefonata con la sua ragazza Lenore Dove. In seguito a questo gesto e alla consapevolezza di non fare più ritorno a casa, Haymitch accetta di seguire il piano di Beetee per distruggere l'arena e di fidarsi delle informazioni fornitegli da Plutarch per far esplodere il serbatoio di acqua sotterraneo, anch'egli apparentemente coinvolto nel piano. Parallelamente, Haymitch e Ampert riescono a raggruppare due terzi dei tributi in un’alleanza anti-Favoriti, definendosi ‘Novizi’.
Durante la sera delle interviste con un ancora giovane Caesar Flickerman, i Novizi danno prova al pubblico della loro volontà di affrontare i giochi uniti in risposta alla forza bruta dei Favoriti. Haymitch riesce a portare avanti il personaggio da canaglia schernendo senza peli sulla lingua i Favoriti e menzionando le sue attività illegali da contrabbandiere di alcolici, suscitando la curiosità e gli applausi del pubblico di Capitol.
Quando i giochi prendono il via in un'arena dall’apparenza rigogliosa ma piena di piante e animali velenosi, Haymitch decide di abbandonare la sua alleanza con i Novizi per portare a termine il piano. Accompagnato per un breve periodo da Lou Lou, che muore in seguito all'inalazione di polline letale, Haymitch si unisce ad Ampert e insieme seguono degli ibridi-farfalla fino all'ingresso che utilizzano per scendere nei canali di servizio, facendolo esplodere. Haymitch si cala nei condotti, trova il serbatoio e lo fa esplodere grazie a degli esplosivi camuffati da Beetee introdotti nell'arena come portafortuna. Nonostante l'apparente successo, l'inondazione non è sufficiente a disabilitare totalmente l'arena e degli ibridi-scogliattolo uccidono Ampert. Poco dopo, una montagna posta all’estremo opposto dell’arena si tramuta in un vulcano sputa fuoco, che uccide buona parte dei giocatori rimasti. Durante uno scontro con i Favoriti, Haymitch viene salvato da Maysilee con un dardo avvelenato e si unisce a quest'ultima.
Determinato a trovare un altro modo per distruggere l'arena, Haymitch convince Maysilee a esplorarne il perimetro. Durante il viaggio, stringono una temporanea alleanza con i Favoriti per eliminare tre strateghi che si trovano nell'arena per eseguire delle manutenzioni. Arrivati al confine, i due scoprono un generatore di emergenza piazzato sotto un dirupo protetto da un campo di forza; Haymitch constata che se si lanciano degli oggetti sul campo di forza, questi tornano indietro dopo qualche secondo. Come punizione per l'omicidio degli strateghi, Maysilee viene presto eliminata da degli ibridi-uccello. Convinto di essere l'ultimo dei Novizi, Haymitch incontra Wellie, una ragazzina del Distretto 6 anch'ella parte dell'alleanza. Wellie viene brutalmente uccisa dall'ultimo tributo rimasto, Silka del Distretto 1 ed Haymitch ingaggia con quest'ultima la battaglia finale. Dopo uno scontro cruento al bordo dell'arena, Haymitch schiva una scure lanciata dall'avversaria: questa rimbalza sul campo di forza e torna indietro, uccidendo la ragazza che non se lo aspettava. Haymitch, ferito gravemente e vincitore, usa i resti dell'esplosivo nel tentativo di far esplodere il campo di forza, perdendo i sensi.
Haymitch si risveglia a Capitol City e, dopo un periodo di degenza in cui è imprigionato nell'alloggio dei Tributi del Distretto 12, viene obbligato a partecipare a una lunga serie di eventi pubblici in giro per Capitol. Durante tali eventi scopre che la versione dei giochi mostrata al pubblico è profondamente alterata dalla realtà per eliminare le sue operazioni ribelli e i fallimenti di Capitol City. Ritornato al Distretto 12, un incendio brucia la sua casa uccidendo sua madre e suo fratello. Si riunisce a Lenore Dove, ma anch'ella muore dopo aver mangiato delle caramelle velenose. Appena prima di spegnersi, Lenore Dove prega Haymitch di continuare a battersi per impedire una nuova "alba sulla mietitura". Haymitch capisce presto che l'incendio e le caramelle velenose sono opera del Presidente Snow, che di fatto gli ha tolto tutto ciò che ama come punizione per essersi ribellato dall'inizio alla fine dei Giochi.
Distrutto, Haymitch si ritira nel Villaggio dei Vincitori, distanziandosi dai suoi cari rimasti per salvaguardarne la sicurezza. Durante il Tour della Vittoria, Plutarch incita Haymitch a perseguire la causa ma questi rifiuta, devastato dal trauma delle perdite e un sempre crescente alcolismo. Nell'epilogo, ambientato dopo la trilogia principale, Haymitch inizia ad aprirsi raccontando il suo passato a Katniss e Peeta.

## Personaggi
- Haymitch Abernathy: il protagonista del romanzo. Secondo tributo maschio del Distretto 12 nei cinquantesimi Hunger Games. Schietto e determinato, fa di tutto per mettere fine ai Giochi ed evitarne il proseguimento.
- Lenore Dove Baird: la ragazza di Haymitch. È una Covey, un gruppo di musicisti nomadi costretti a rimanere nel Distretto 12 dopo la guerra. Dotata di uno spirito coraggioso e ribelle, rimarrà l’unico vero amore di Haymitch anche dopo la sua stessa morte.
- Louella McCoy: primo tributo femmina del Distretto 12 nei cinquantesimi Hunger Games. Originaria del Giacimento, viene uccisa durante la parata di presentazione e sostituita con un'altra ragazza che le somiglia.
- Maysilee Donner: secondo tributo femmina del Distretto 12. È la proprietaria originale della spilla raffigurante la ghiandaia imitatrice, che arriverà nelle mani di Katniss ventiquattro anni dopo. Figlia di un abbiente venditore di dolciumi, ha una sorella gemella, Merrillee, e una passione per i gioielli.
- Wyatt Callow: primo tributo maschio del Distretto 12 nei cinquantesimi Hunger Games. Nonostante la famiglia scommetta spesso sui Giochi, muore eroicamente nel tentativo di difendere Lou Lou.
- Wiress: vincitrice dei quarantanovesimi Hunger Games grazie al suo acume. Mentore per il Distretto 12 durante la seconda Edizione della Memoria. Dopo la vittoria di Haymitch, rimane vittima delle torture di Snow che la segneranno a vita.
- Mags Flanagan: vincitrice degli undicesimi Hunger Games. Mentore per il Distretto 12 durante la seconda Edizione della Memoria.
- Beetee Latier: vincitore dei trentaquattresimi Hunger Games. Mentore per il Distretto 3 durante la seconda Edizione della Memoria. Costretto ad assistere alla morte cruenta del figlio Ampert durante i Giochi, trova la forza di non suicidarsi grazie alla nuova gravidanza della compagna.
- Drusilla Sickle: accompagnatrice per i mentori del Distretto 12 durante i cinquantesimi Hunger Games. Ex moglie di Magno Stiff, stilista svogliato e inadempiente assegnato al medesimo distretto.
- Plutarch Heavensbee: cameraman assegnato ai tributi del Distretto 12 durante i cinquantesimi Hunger Games. Cerca di guadagnare la fiducia di Haymitch e renderlo parte della ribellione.
- Ampert: tributo maschio per il Distretto 3 durante i cinquantesimi Hunger Games, parte dell'alleanza dei Novizi creata da Haymitch. È il figlio di Beetee.
- Effie Trinket: nuova accompagnatrice e stilista recentemente assegnata al Distretto 12.
- Proserpina Trinket: preparatrice dei tributi del Distretto 12 durante la seconda Edizione della Memoria.
- Coriolanus Snow: Presidente di Panem.
- Sid Abernathy: fratello minore di Haymitch. Appassionato di stelle e profondamente legato a Lenore Dove.
- Panashe Barker: tributo maschio del Distretto 1, fratello di un passato vincitore. Arrogante e presuntuoso, cade vittima di un dardo avvelenato di Maysilee.
- Silka Sharp: tributo femmina del Distretto 1. Muore per mano della sua stessa scure, schivata da Haymitch e rilanciata indietro dal campo di forza.
- Clerk Carmine: zio di Lenore Dove. Dal carattere scorbutico, coltiva da trent’anni una relazione nascosta con un altro uomo.
- Tam Amber: zio di Lenore Dove, ha fabbricato la spilla della ghiandaia imitatrice.

## Storia editoriale
Il libro è stato annunciato su Internet il 6 giugno 2024 ed è stato lanciato su scala mondiale il 18 marzo 2025 in versione cartacea, digitale nonché in formato audiolibro.

## Accoglienza
L'alba sulla mietitura rappresenta il miglior debutto per un libro della saga di Hunger Games, vendendo più di un milione e mezzo di copie nella prima settimana.

## Adattamento cinematografico
Fin dall'annuncio dell'uscita del libro, Lionsgate (già produttrice degli altri film della saga) ha annunciato di voler adattare quest'ultimo per il grande schermo. Nel mese di dicembre 2024 viene annunciato che Francis Lawrence tornerà alla regia dopo aver diretto altri quattro film della saga.
L'uscita nelle sale statunitensi è prevista per il 20 novembre 2026.
Nel mese di aprile 2025, vengono annunciati i primi membri del cast: Joseph Zada sarà Haymitch Abernathy, Whitney Peak interpreterà Lenore Dove, Maysilee Donner sarà interpretata da Mckenna Grace e Jesse Plemons sarà Plutarch Heavensbee. e Ralph Fiennes sarà Coriolanus Snow